# Brzesko
Brzesko anhörenⓘ [ˈbʒɛskɔ] ist eine Stadt im Powiat Brzeski der Woiwodschaft Kleinpolen in Polen. Sie ist Sitz der gleichnamigen Stadt- und Landgemeinde mit etwas mehr als 36.300 Einwohnern.

## Geografie
Brzesko liegt ca. 48 km östlich von Krakau und 28 km westlich von Tarnów am Fluss Uszwica.

## Geschichte

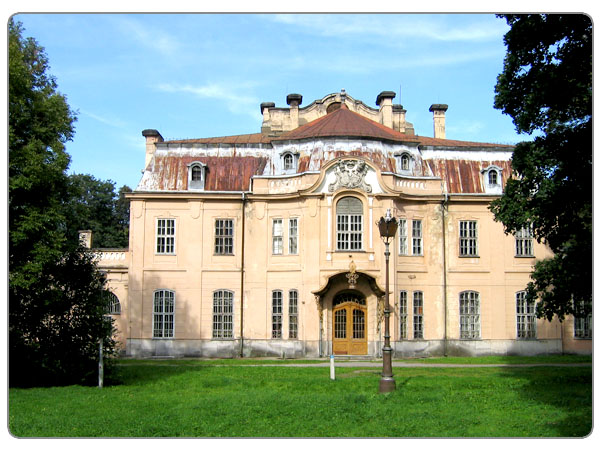
Schloss der Brauerdynastie Götz

Das Gebiet um die Stadt Brzesko war schon um 8300 bis 4500 v. Chr. besiedelt. Im Boden gefundene Spuren deuten darauf hin, dass im 5. Jahrhundert v. Chr. Landwirtschaft betrieben wurde und dass das Gebiet ein kulturelles Zentrum war.
Im frühen Mittelalter befand sich eine Burg auf einem Hügel in der Nähe von Brzesko. Sie diente zur Verteidigung des Gebietes, das zum Wislanenstaat gehörte. Im 9. oder 10. Jahrhundert wurde die Burg aufgegeben.
1385 erhielt Brzesko das Stadtrecht nach Magdeburger Recht. Bis ins 17. Jahrhundert blieb sie eine kleine Stadt in Privateigentum. 1657 war der Ort durch den Siebenjährigen Krieg in großen Teilen zerstört.
Im Jahr 1772 kam der Ort unter die Herrschaft der Habsburgermonarchie. 1845 gründete Johannes Götz (später Götz von Okocim) aus Langenenslingen (Hohenzollern-Sigmaringen) eine Brauerei. 1850 wurde Brzesko Sitz des Powiat Brzeski.
Am 5. September 1939 besetzte die Wehrmacht die Stadt. 1941 wurde ein Ghetto errichtet, in dem etwa 6000 Juden leben mussten. Am 19. Januar 1945 erreichte die Rote Armee den Ort.
Eine Entwicklung beim Wohnungsbau gab es in den 1960er Jahren durch die Wohnungsbaugenossenschaft. Es wurden neue Schulen errichtet, u. a. für Elektromechanik. Eine dieser Schulen wurde im Schloss Götz (Pałac Goetza) untergebracht. 1983 wurde das neue Krankenhaus in Betrieb genommen.
Von 1975 bis 1998 gehörte Brzesko zur Woiwodschaft Tarnów.

## Wappen
Beschreibung: In Rot ein goldbewehrter silberner Greif mit durchgeschlagenen Schwanz.

## Wirtschaft und Verkehr
Durch Brzesko verläuft die DK 4. In der Stadt trifft die DK 75 auf die DK4. Durch die Stadt verlaufen sie auf einer gemeinsamen Trasse. In der Stadt beginnt auch die Woiwodschaftsstraße 768 (Droga wojewódzka 768). Durch Bzesko verläuft die Bahnstrecke von Krakau nach Przemyśl an der Grenze zur Ukraine.

### Okocim-Brauerei

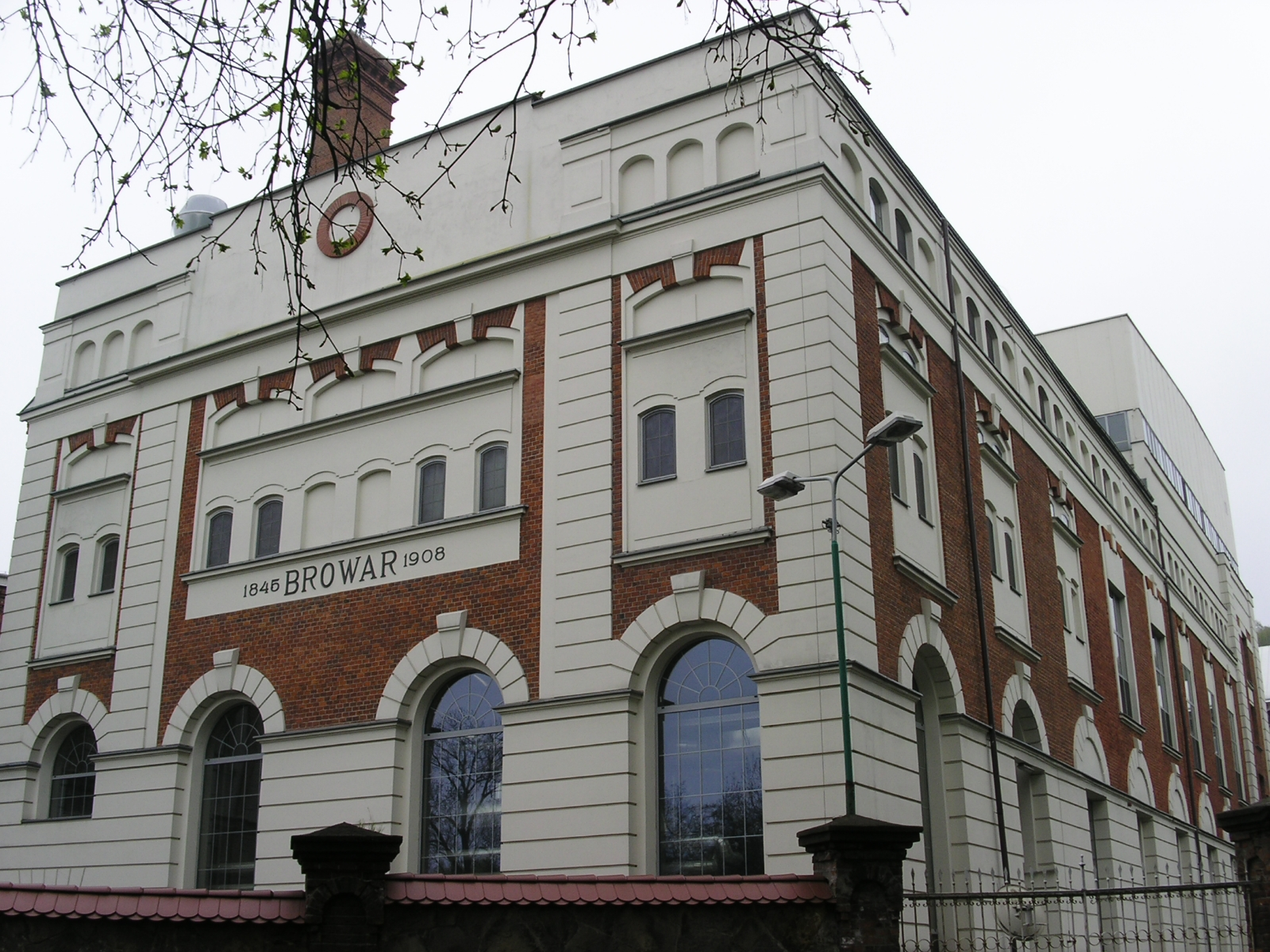
Okocim-Brauerei

Die Brauerei zählt zu den bedeutenden Wirtschaftsbetrieben der Stadt. Um ihren Standort im Süden der Stadt an der Straße nach Okocim entwickelte sich die Siedlung Okocim. Die bekannteste Marke der Brauerei heißt ebenfalls Okocim.

## Sehenswürdigkeiten

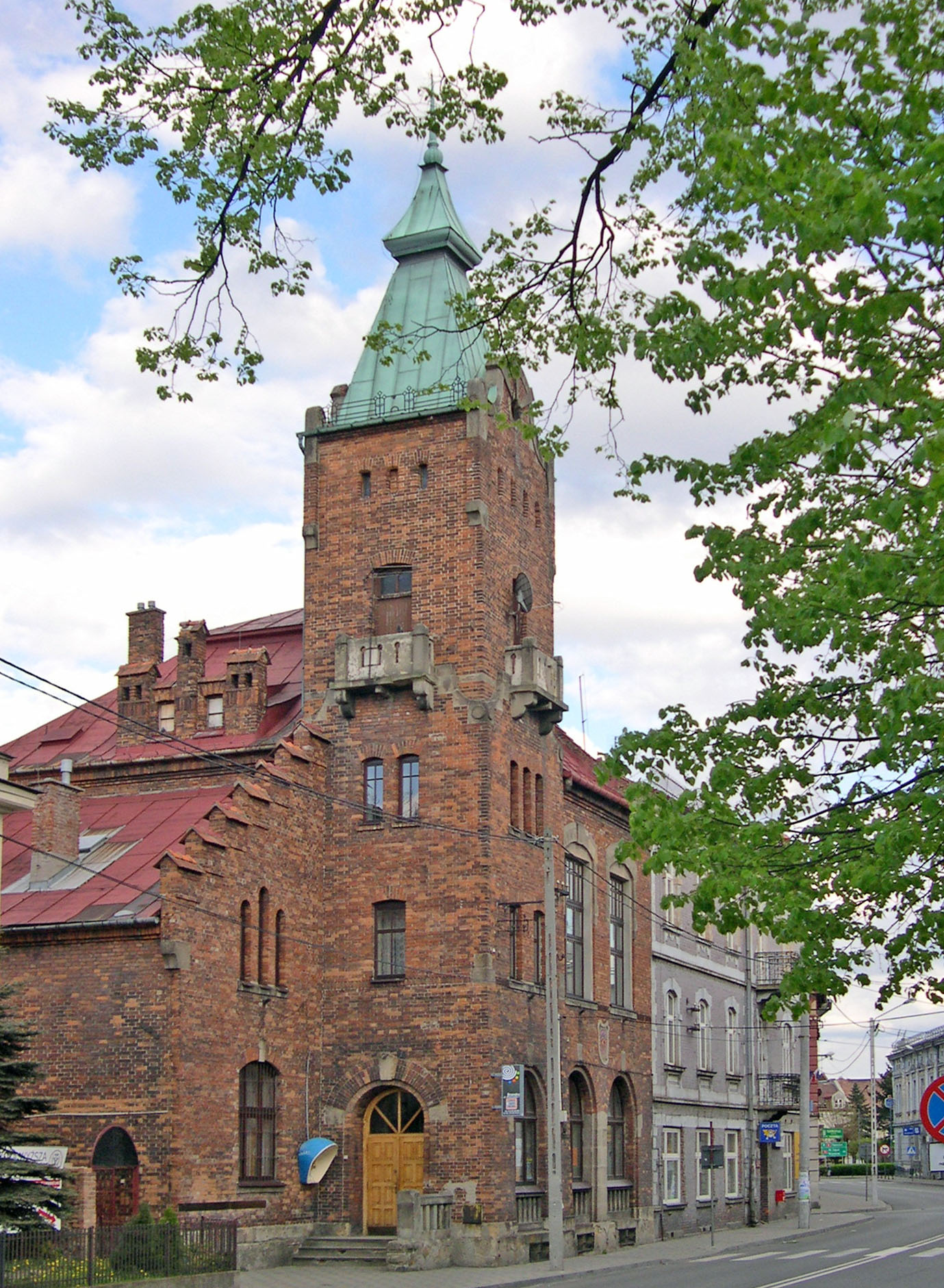
Altes Rathaus

- Altes Rathaus und Marktplatz in Brzesko
- Kirche Sankt Jakob
- Schloss und Park Götz
- Okocim-Brauerei
- Jüdischer Friedhof und Synagoge in der Puszkina-Straße

## Gemeinde Brzesko
Die Stadt- und Landgemeinde hat eine Flächenausdehnung von 102,57 km² und besteht aus der Stadt und neun Dörfern mit Schulzenämtern.

### Partnerschaften
Zu folgenden Städten und Gemeinden besteht ein Partnerschaftsabkommen:
- Langenenslingen, Deutschland
- Százhalombatta, Ungarn
- Szovata, Rumänien

## Persönlichkeiten

### Söhne und Töchter der Stadt
- Johann Ritter von Bézard (1871–nach 1939), Offizier, Erfinder des Bézard-Kompasses
- Leszek Lubicz-Nycz (1899–1939), polnischer Säbelfechter
- Mala Zimetbaum (1918–1944), jüdische Widerstandskämpferin in Auschwitz
- Jolanta Ogar (* 1982), polnisch-österreichische Seglerin

### Bekannte mit Brzesko verbundene Personen
- Johannes Götz (1815–1893), Bierbrauer aus Langenenslingen[3] aus der Bierbrauer-Dynastie Götz,[4] gründete 1844/45 die Bierbrauerei in Brzesko
- Sławomir Mrożek (1930–2013), Schriftsteller.[1]